# Oratostylum
Oratostylum is een vliegengeslacht uit de familie van de roofvliegen (Asilidae).

## Soorten
- O. crenum Dikow & Londt, 2000
- O. lepidum Ricardo, 1925
- O. zebra Dikow & Londt, 2000